# Grigori Ginzburg
Grigori Románovich Ginzburg (Nizhni Nóvgorod, 29 de mayo de 1904-Moscú, 5 de diciembre de 1961) fue un pianista ruso.

## Biografía
Ginzburg primero estudió con su madre antes de ser aceptado como estudiante en la clase de Aleksandr Goldenweiser en el Conservatorio de Moscú. En 1927 obtuvo el cuarto premio en el Concurso Internacional de Piano Chopin de Varsovia. Fue reconocido como uno de los mejores músicos de la Unión Soviética y realizó giras por Europa en varias ocasiones. Se convirtió en profesor en el Conservatorio de Moscú en 1929 y era un profesor muy importante. Algunos de sus alumnos más conocidos son Gleb Axelrod, Serguéi Dorensky, Regina Shamvili y Sulamita Aronovsky.
Ginzburg es famoso porque su manera de tocar tiene lazos con la tradición de intérpretes del siglo XIX como Franz Liszt. Su ecléctico repertorio y su arte de la transcripción hacen de él uno de los intérpretes más especiales de la historia del pian.º 

## Discografía
- Grigory Ginzburg: Live Recordings, 3 volumes (6CDs), Vox Aeterna, 2006
- Russian Piano School: Goldenweiser & Ginzburg, RCD, 2004
- Great Pianists of The 20th Century, Vol.37 Grigory Ginsburg, Philips, 1999
- The Gregory Ginzburg Legacy, 10 Volumes (11CDs), Arlecchino[4]
- Grigory Ginzburg ロシアピアノの巨匠達, 3 volumes, Triton
- Russian Piano School Vol.12 - Liszt Opera Paraphrases, BMG/Melodiya
- Tchaikovsky / Rachmaninov Piano Concertos - Grigory Ginsburg, Lev Oborin, Konstantin Ivanov, Vista Vera
- Great Artists in Moscow Conservatoire: Liszt - Grigory Ginzburg, Moscow State Conservatory
- Frederic Chopin: Piano music 1 - Gregory Ginzburg, Monopole
- Russian Treasure - Liszt, Rubinstein, Multisonic
- Russian Treasure - Tchaikovsky, Schumann, Multisonic
- Grigory Ginzburg: His Early Recordings, 2 Volumes, APR
- Grigory Ginzburg Studio Recordings (4CDs), Vox Aeterna
- Keyboard Fireworks by Liszt, Sterling Classics
- The Art of Grigori Ginsburg (3CDs), Venezia (CDVE00018)
- Rubinstein & Liszt Piano Works - Grigori Ginzburg, Mobile Fidelity
- Tchaikovsky / Arensky Piano Concertos, Russian Disc
- Liszt Piano Concertos, Russian Disc
- Dvorak / Kabalevsky Piano Concertos, Russian Disc
- Mozart / Rubinstein Piano Concertos, Russian Disc
- Russian Pianists II, Green Door
- Legendary Russian Pianists, Brilliant Classics
- The Great Piano Music of the World 7: Liszt - G.Ginsburg, Melodiya
- Melodiya LP

Bach: Sonata para violín BWV 1017 (violín L. Kogan)
Bach / Busoni: Toccata y fuga BWV 565
Beethoven: Für Elise
Beethoven: Sonatas para violín n.º 1 & n.º 3 (violín L. Kogan)
Beethoven / Liszt: Ruinen von Athen Fantasia (dir. A. Gauk / Radio Symphony Orchestra)
Bellini / Liszt: Norma Fantasia
Chopin: Ballade n.º 4
Chopin: Etudes Op. 10 n.º 1 & 3
Chopin: 12 Etudes Op. 25
Chopin: 4 Impromptu
Chopin: Mazurka n.º 17, n.º 16, n.º 48, n.º 52, n.º 14, n.º 57 & n.º 13
Chopin: Polonaise n.º 2, n.º 3, n.º 6 & n.º 12
Chopin: Vals n.º 2, n.º 3, n.º 5 & n.º 7
Gerter: Vals
Gershwin: 3 Preludes
Grieg: Sonata para violonchelo Op. 36 (violonchelo Y. Slobodkin)
Grieg: Sonata para piano Op. 7
Haydn: Sonata para violín (Arr. de la sonata para piano n.º 26) (violín L. Kogan)
Haydn: Sonata para violín n.º 4 & n.º 7 (violín L. Kogan)
Gounod/Liszt: Waltz from Faust
Liszt: Au Lac de Wallenstadt, Au bord d'une source, Le mal du pays, Les cloches de Genève & Vallée d'Obermann
Liszt: Concert Etudes n.º 2 La Leggierezza & n.º 3 Un sospiro
Liszt: Concert Etude n.º 2 Gnomenreigen
Liszt: Gondliera & Tarantella
Liszt: Rapsodias húngaras n.º 17 & n.º 18
Liszt: Polonaise n.º 1
Liszt/Busoni: Totentanz (dir. N. Anosov / State Symphony Orchestra)
Medtner: Sonata Reminiscence Op.38-1
Mozart: Fantasia KV 475
Mozart: Concerto para piano n.º 25 (dir. K. Kondrashin / Radio Symphony Orchestra)
Mozart: Sonata para piano n.º 8
Mozart: Sonata para violín KV 376 (violín L. Kogan)
Mozart / Liszt: Don Giovanni Fantasia
Mozart / Liszt / Busoni: Figaro Fantasia
Myaskovsky: Song and Rhapsody Op.58
Paganini / Liszt: Paganini Etude n.º 3, n.º 4 & n.º 5
Paganini / Schumann: Paganini Etude Op.3 n.º 1 & n.º 2
Prokófiev: Sonata para piano n.º 3
Rachmaninov: 6 Duets Op.11 (pf. A. Goldenweiser)
Rachmaninov: Suite n.º 1 Op.5 (pf. A. Goldenweiser)
Rameau/Godowsky: 2 Menuets, Rigaudon & Elegie
Rossini/Ginzburg: Cavatina of Figaro
Rubinstein: Etude Op.23-2
Rubinstein: Concierto para piano n.º 4 (dir. A. Shereshevsky / State Orchestra)
Ruzhitsky / Ginzburg: Kasanova Fantasia
Schubert / Liszt: Erlkönig, Aufenthalt, Gretchen am Spinnrade
Schumann: Variaciones Abegg
Schumann: Toccata
Scriabin: 6 Etudes Op.8-6,3,1,7,11,12
J. Strauss II / Grünfel: Vals Frühlingsstimmen
J. Strauss II / Schulz-Evler: Arabesque sobre un tema del vals 'An der shönen blauen Donau'
J. Strauss II / Tausig: Vals Caprice n.º 2
Verdi / Liszt: Rigoletto Paraphrase
Weber: Perpetuum mobile
Weber: Rondo brillante
Weber: Sonata para violín n.º 1, n.º 2 & n.º 5 (violín L. Kogan)